# کریستین اسکات توماس
کریستین آن اسکات توماس DBE (انگلیسی: Kristin Ann Scott Thomas؛ زاده ۲۴ مهٔ ۱۹۶۰) یک هنرپیشه اهل انگلستان است. وی از سال ۱۹۸۴ میلادی تاکنون مشغول فعالیت بوده‌است. وی خواهر سرنا اسکات توماس است.

## گزیده فیلم‌شناسی

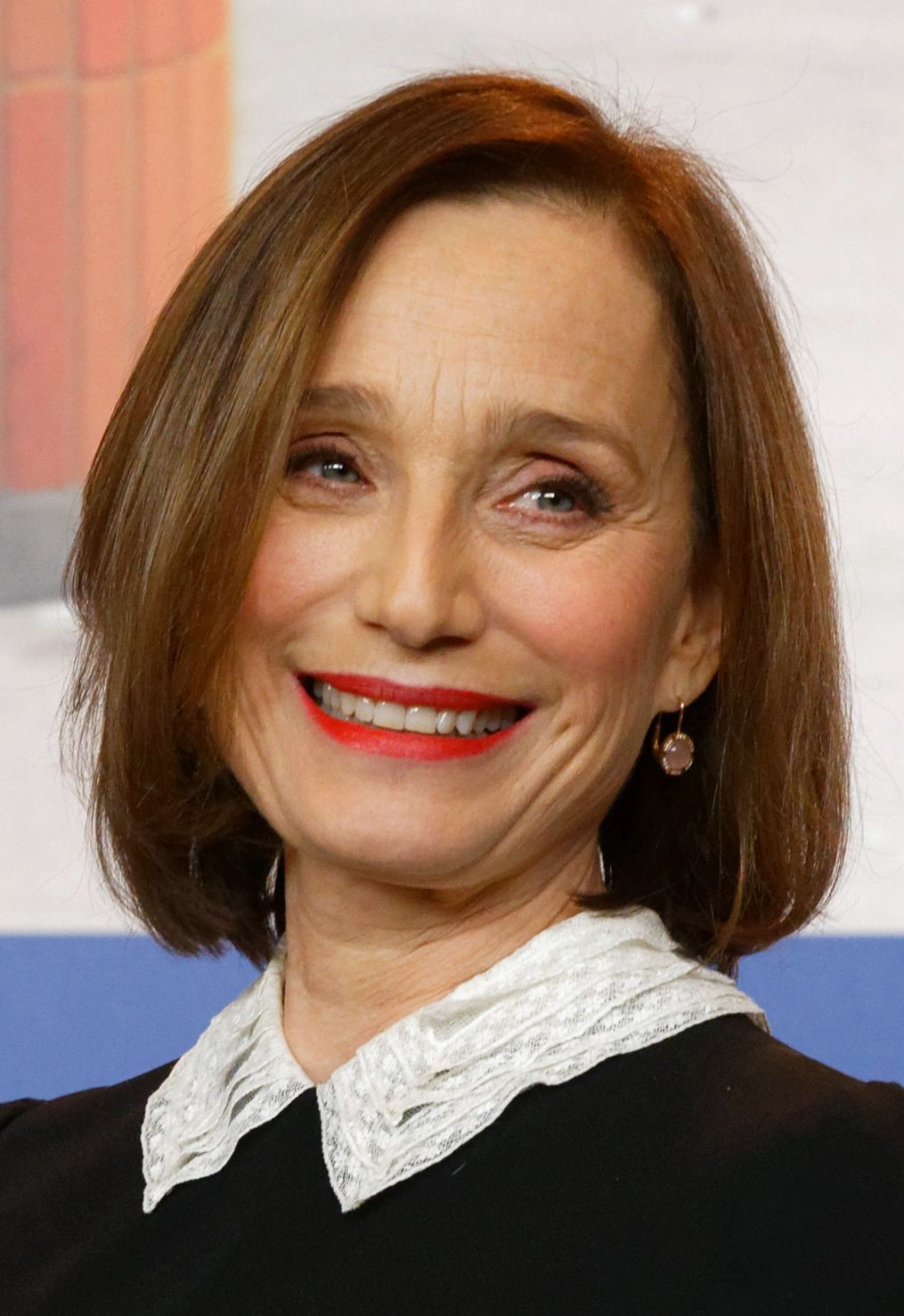
در سال ۲۰۱۷

از فیلم‌ها یا برنامه‌های تلویزیونی که وی در آن نقش داشته‌است می‌توان به آثار زیر اشاره کرد:
- ماه تلخ (۱۹۹۲)
- چهار عروسی و یک تشییع جنازه (۱۹۹۴)
- ریچارد سوم (۱۹۹۵)
- بیمار انگلیسی (۱۹۹۶)
- مأموریت غیرممکن (۱۹۹۶)
- نجواگر اسب (۱۹۹۸)
- انتقام شیرین (۱۹۹۸)
- قلب تصادفی (۱۹۹۹)
- زندگی به عنوان یک خانه (۲۰۰۱)
- گاسفورد پارک (۲۰۰۱)
- آرسن لوپن (فیلم ۲۰۰۴) (۲۰۰۴)
- مراقبت از مامان (۲۰۰۵)
- رنگ‌هراسی (۲۰۰۵)
- بدل (۲۰۰۶)
- واکر (۲۰۰۷)
- به هیچ‌کس نگو (۲۰۰۷)
- قطب‌نمای طلایی (فیلم) (۲۰۰۷)
- دختر دیگر بولین (۲۰۰۸)
- سست‌عفاف (۲۰۰۸)
- لارگو وینچ (۲۰۰۸)
- اعترافات یک معتاد به خرید (۲۰۰۹)
- صید ماهی آزاد در یمن (۲۰۱۱)
- * زنی در طبقه پنجم (۲۰۱۱)
- بل آمی (فیلم ۲۰۱۲) (۲۰۱۲)
- در خانه (۲۰۱۲)
- فقط خدا می‌بخشد (۲۰۱۳)
- زن نامرئی (فیلم ۲۰۱۳) (۲۰۱۳)
- سوئیت فرانسوی (فیلم) (۲۰۱۴)
- بانوی پیر من (فیلم) (۲۰۱۴)
- مهمانی (فیلم ۲۰۱۷) (۲۰۱۷)
- تاریک‌ترین لحظات (۲۰۱۷)
- توم ریدر (فیلم ۲۰۱۸) (۲۰۱۸)
- فلیبگ (۲۰۱۹)

## جوایز و افتخارات
- برنده بفتای بهترین بازیگر نقش مکمل زن برای فیلم چهار عروسی و یک تشییع جنازه در سال ۱۹۹۴
- کاندیدای بفتای بهترین بازیگر نقش اول زن برای فیلم بیمار انگلیسی در سال ۱۹۹۶